# Tục thờ ngựa ở Việt Nam

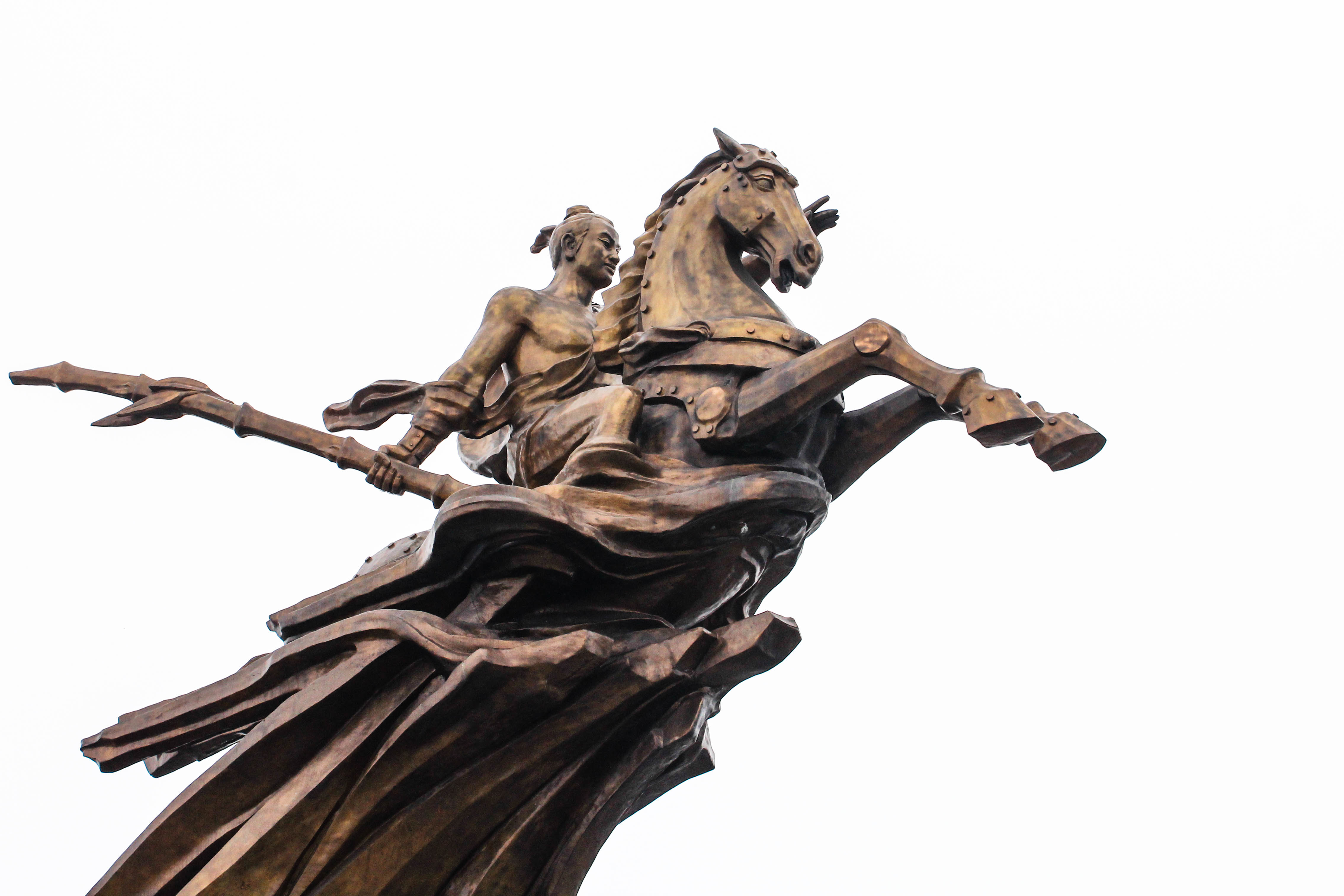
Tượng Phù Đổng Thiên Vương

Tục thờ ngựa là một tín ngưỡng dân gian Việt Nam. Ở Việt Nam, hình ảnh con ngựa đã in sâu vào tâm trí của nghệ sĩ dân gian, họ yêu thích, quý mến loài ngựa, muốn biến hình ảnh con ngựa thành một hình tượng nghệ thuật có tầm vóc ngang hàng với những linh vật khác được tôn thờ ở Việt Nam. 

## Tổng quan
Trong thơ ca cũng có nói đến ngựa nhưng ở Việt Nam ngựa không phải là động vật phổ biến, xưa chỉ có bậc quan chức mới có ngựa, ở cấp dưới như chánh tổng mới có thể có ngựa cưỡi. Ngựa còn là một tiêu chí thành đạt. Từ thời nhà Lý, đỗ trạng nguyên được ban mũ áo, võng ngựa vinh quy, đầu thế kỷ XX, vẫn còn có cảnh cưỡi ngựa về làng có lính hầu và lọng che. Ngựa cũng còn là một tiêu chí biểu thị sự quyền quý và cả quyền lực. Chỉ vua và hoàng hậu vào Hoàng thành Thăng Long mới được quyền cưỡi ngựa. Còn các quan thì phải xuống dắt ngựa qua cổng thành, ở khu vực Cửa Nam còn có một cái bia đá khá to có chữ "Hạ Mã". Trong số 9 thứ vua ban cho (gọi là Cửu Tích) thì đứng đầu là cỗ xe ngựa.
Ở Việt Nam, câu chuyện nổi tiếng và đặc sắc nhất về con ngựa được lưu truyền trong dân gian chính là con ngựa sắt của Thánh Gióng, trong đời sống tâm linh, Phù Đổng Thiên Vương chính là một trong tứ bất tử. Hình ảnh của con ngựa thần gắn liền với hình ảnh của Thánh tướng được người dân tôn thờ và tưởng nhớ công lao. Hình ảnh Thánh Gióng cưỡi ngựa thần tung vó bay lên trời biểu trưng cho tinh thần tự do, không khuất phục trước khó khăn luôn vươn lên phía trước. Đây cũng được coi là một trong những biểu tượng của lòng dũng cảm, của ý chí, sự kiên cường và gắn với những chiến công hiển hách trong lịch sử chống ngoại xâm. Tuy vậy, trước đây, đồ mã hình “ông ngựa” được làm thống nhất với kích thước vừa phải, chiều cao trung bình khoảng 45 cm đến 50 cm, dài khoảng 55 cm đến 60 cm, nhưng hiện nay tại một số đình đền, nhiều “ông ngựa” đem dâng thánh, thần được làm với tỷ lệ 100% như ngựa thật với tư duy “trần sao âm vậy”

## Miền Bắc

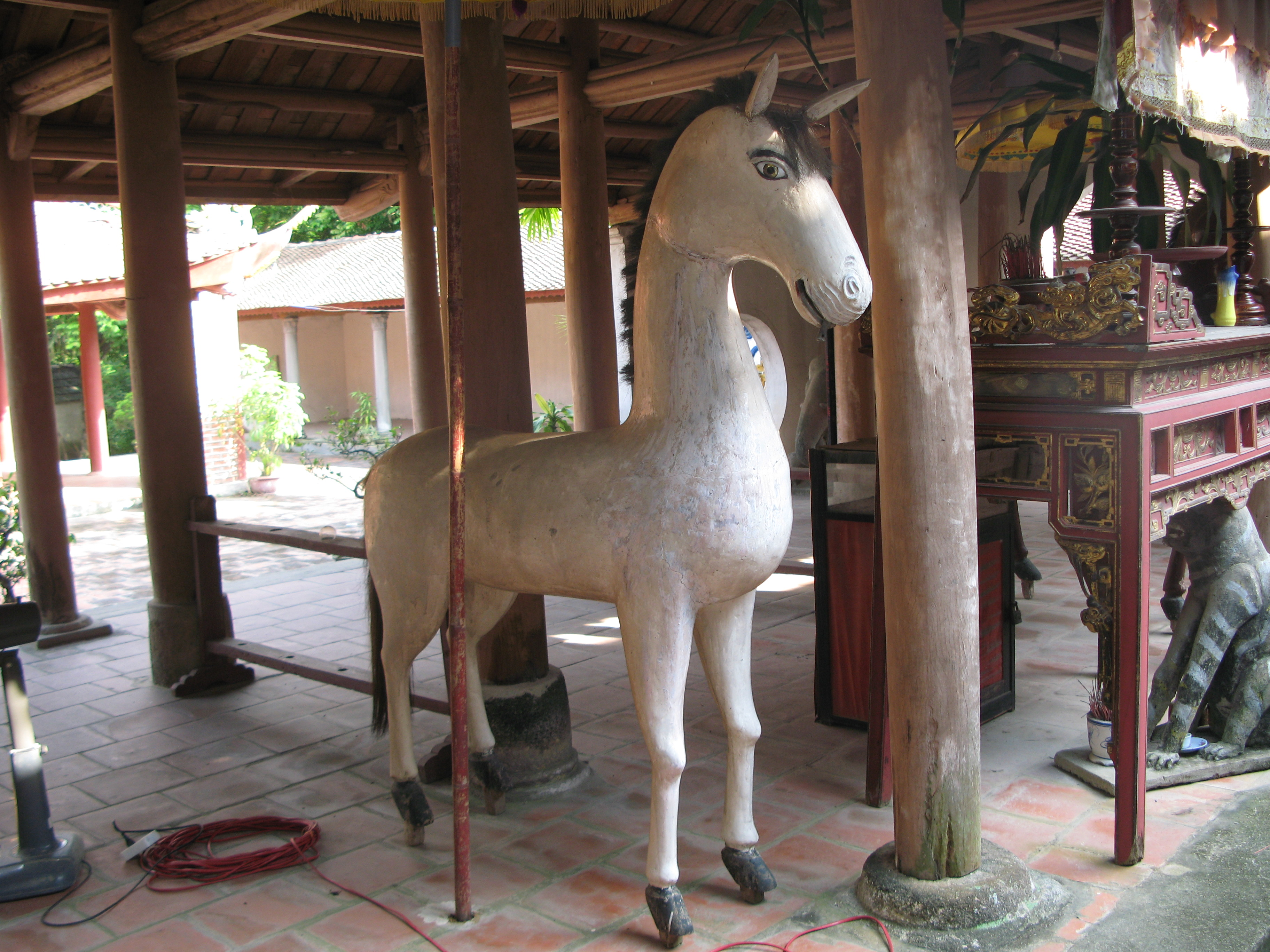
Thờ ngựa gỗ ở đền Hiệp Hòa, Bắc Giang

Trong nghi lễ lên đồng của người Việt vùng châu thổ Bắc Bộ cũng có những yếu tố nghi lễ thần thánh. Thầy đồng trong các giá thần linh (nhất là các giá ông Hoàng, giá Cậu) thường có điệu múa nhảy ngựa. Chiếc hèo có gắn lục lạc bằng đồng làm đạo cụ chính là cách gọi khác của chiếc roi ngựa. Hành động nhảy chân co, chân duỗi, tay đánh mạnh các thanh hèo là động tác đặc tả về sự hiện diện của các vị thần linh đang cưỡi ngựa xuống trần. Theo người Mông (Việt Nam), ngựa là vật duy nhất hóa thành chiếc cáng đưa người chết về cõi vĩnh hằng.
Người xưa còn vẽ những con Long Mã có đầu rồng, mình và vó ngựa. Long Mã chính là một loại ngựa thần, hình thù như con rồng, trên lưng lại đội một bản đồ mà bản đồ đó chính là sách quý mệnh trời để trị vì thiên hạ. Theo tâm thức dân gian của người Việt, Long Mã chính là hóa thân của một con vật trong tứ linh. Đó là con lân, có mặt trên đỉnh cột của nghi môn, đầu góc mái, các mảng chạm trổ đình chùa. Đặc biệt, những con Long Mã thường chiếm vị trí trung tâm của nhang án có niên đại vào thế kỷ XVIII, XIX. Dẫu thể hiện bằng ngôn ngữ tạo hình khác nhau ít nhiều, nhưng con Long Mã nào cũng phải có cái nét dễ nhận thấy của ngựa.
Ngựa còn được người Việt thờ trong những bức tranh giấy thờ cặp ngựa hồng, ngựa trắng. Trong các ngôi đình có những tượng ngựa gỗ đang đứng trên bốn bánh xe bày trong gian Tiền Tế. Nhiều ngôi đình còn có tượng ngựa đá bày giữa sân trông khá oai nghiêm. Trong các đền chùa ở Việt Nam vào thời Lê-Mạc, có hình ảnh loại ngựa có cánh được trang trí trên đồ gốm, trên gạch. Trong quan niệm về thế giới tâm linh, sau khi quá cố, những ông Quận công triều Lê Trung Hưng thường xây cho mình những lăng đá. Trong khuôn viên lăng phải có ngựa đá đôi con, quan hầu bằng đá cũng đôi vị. Những lăng đá, ngựa đá đẹp thường thấy ở huyện Hiệp Hòa, Bắc Giang.

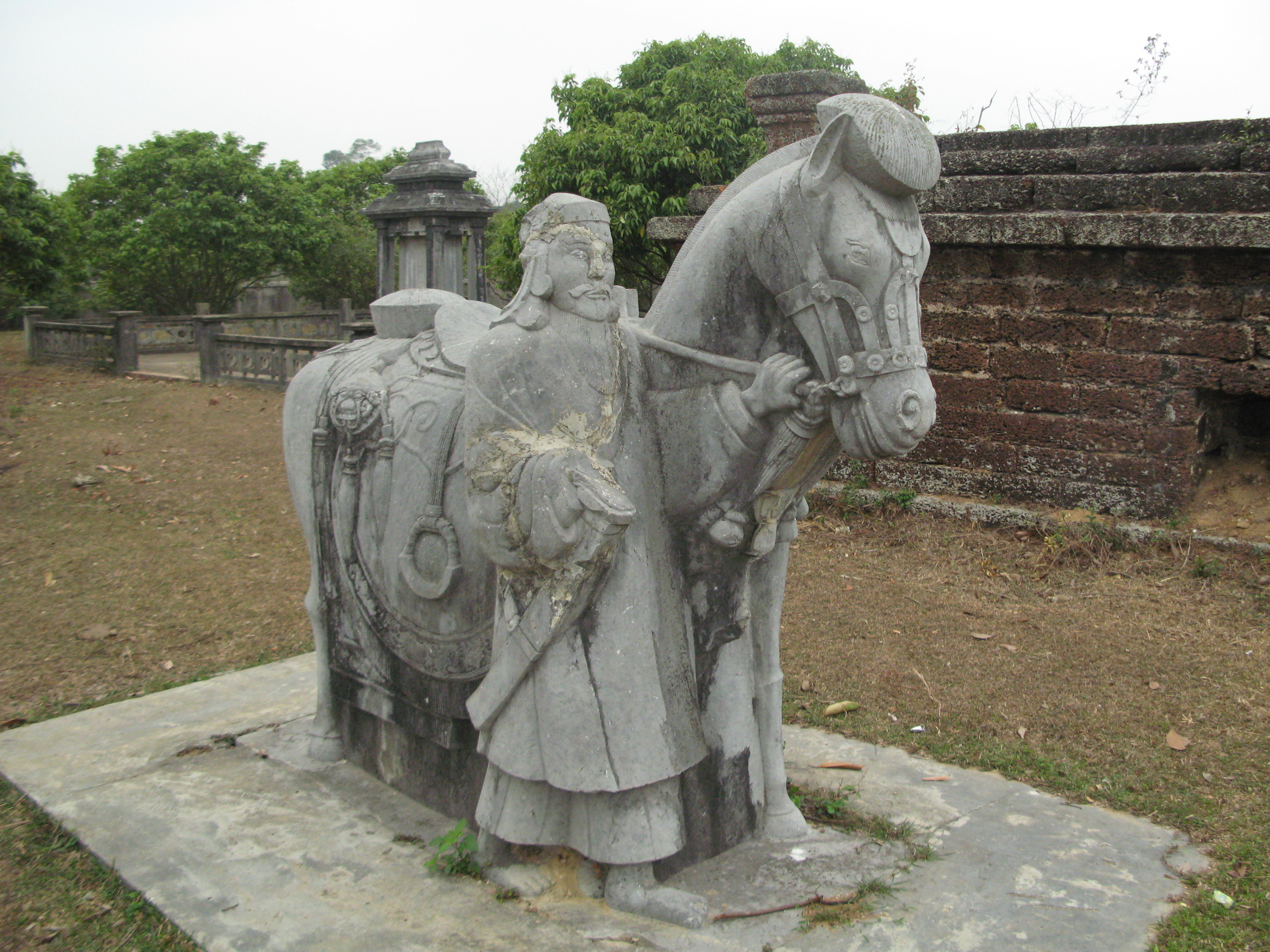
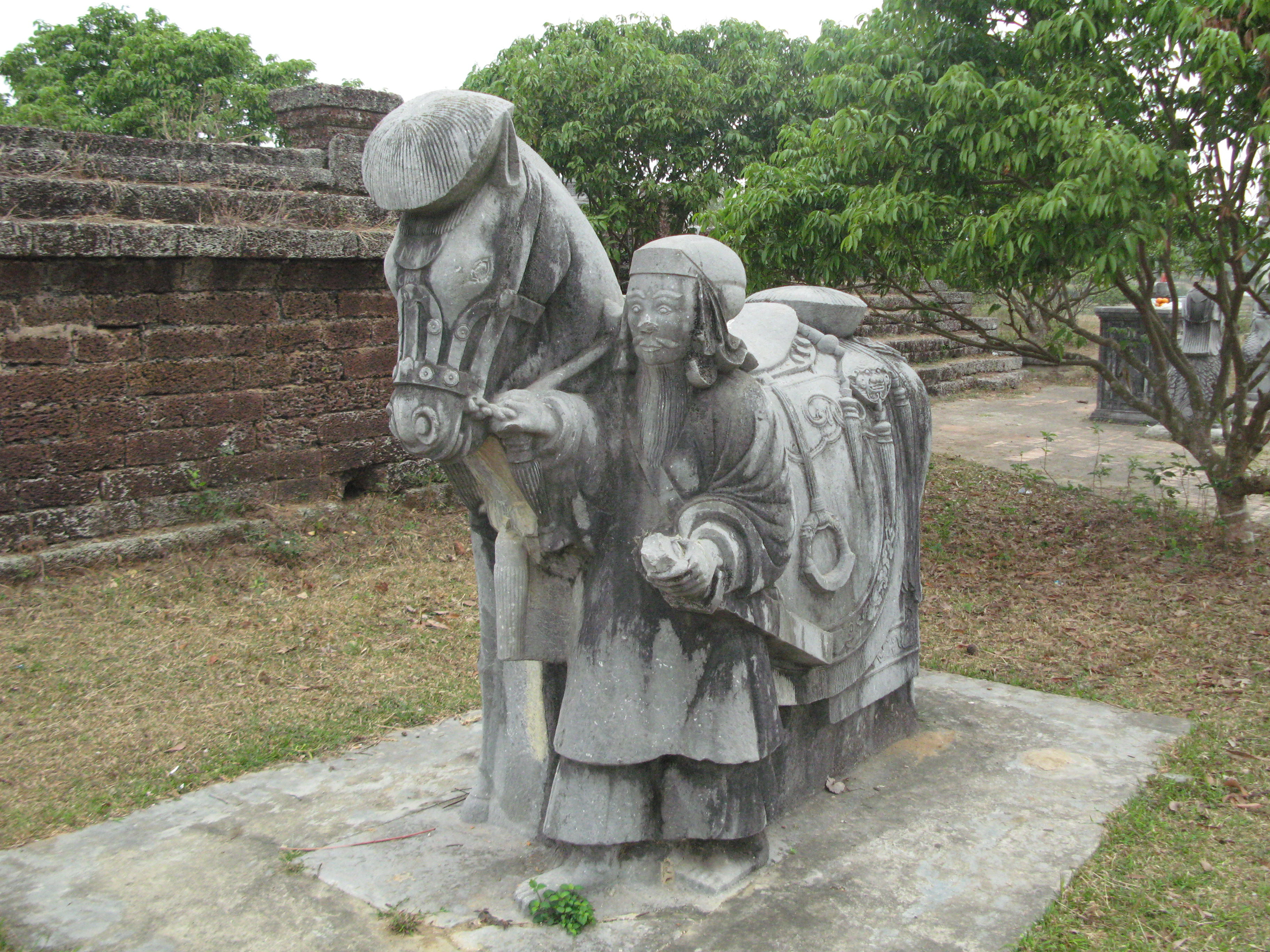
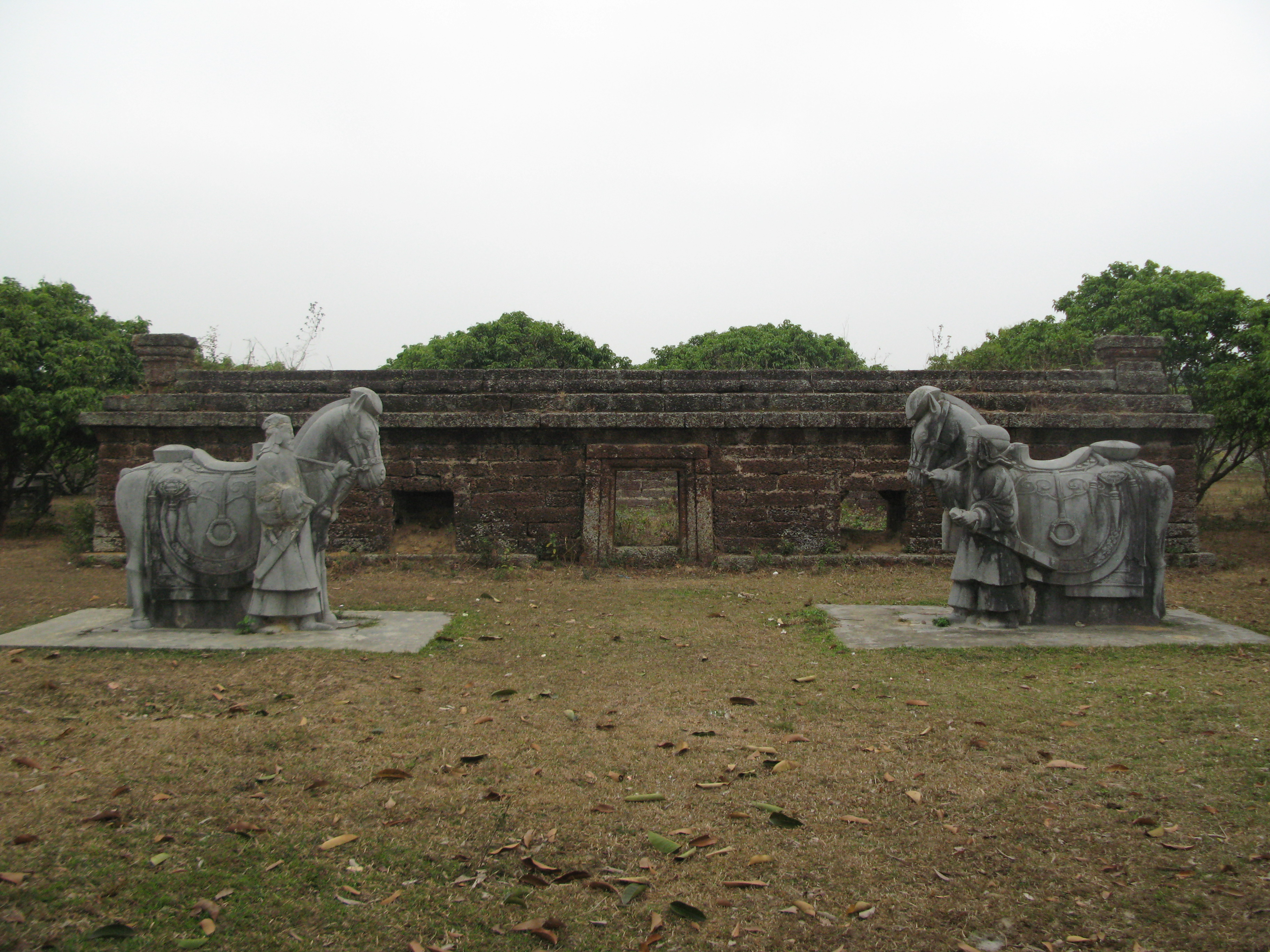
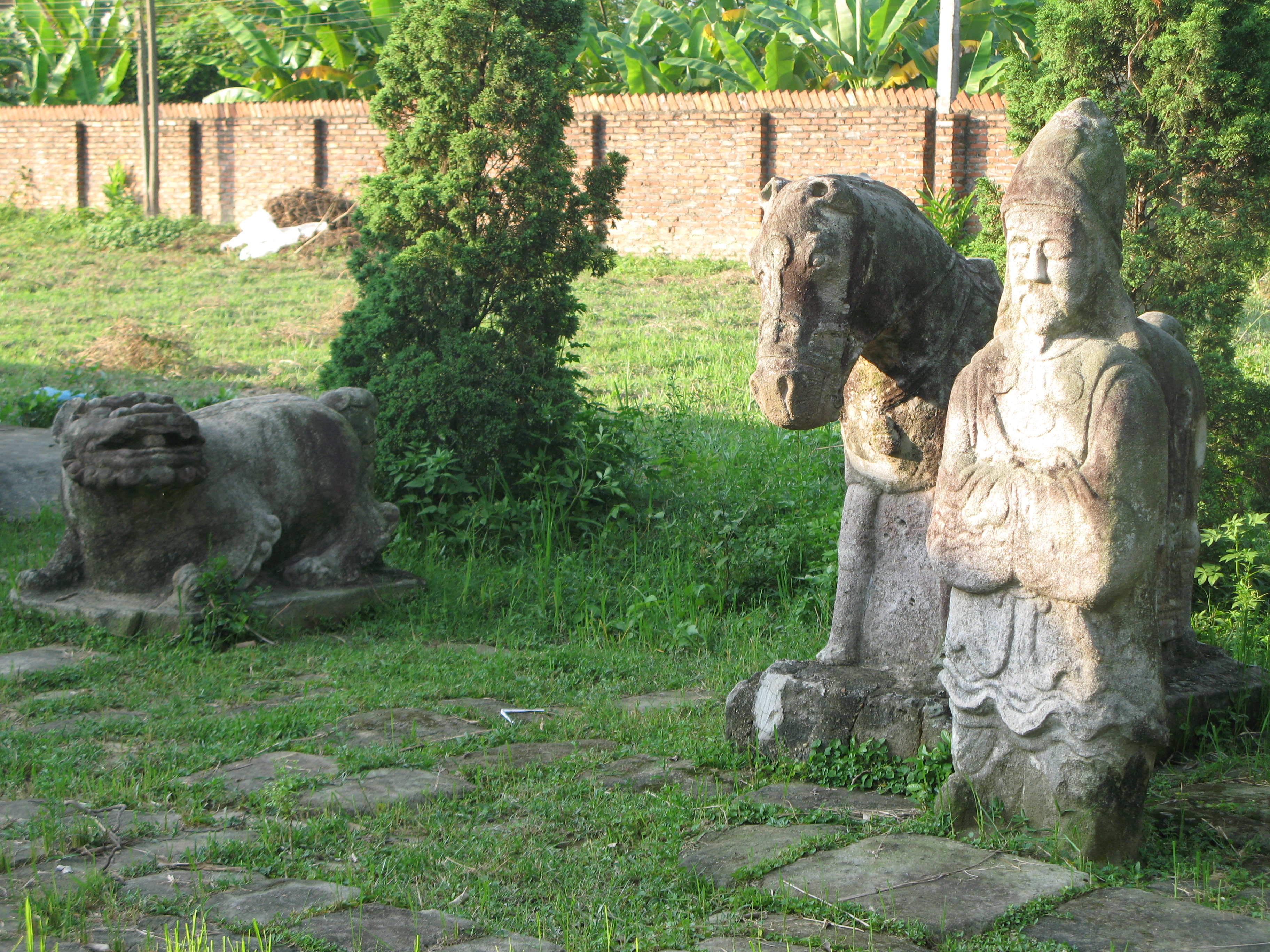
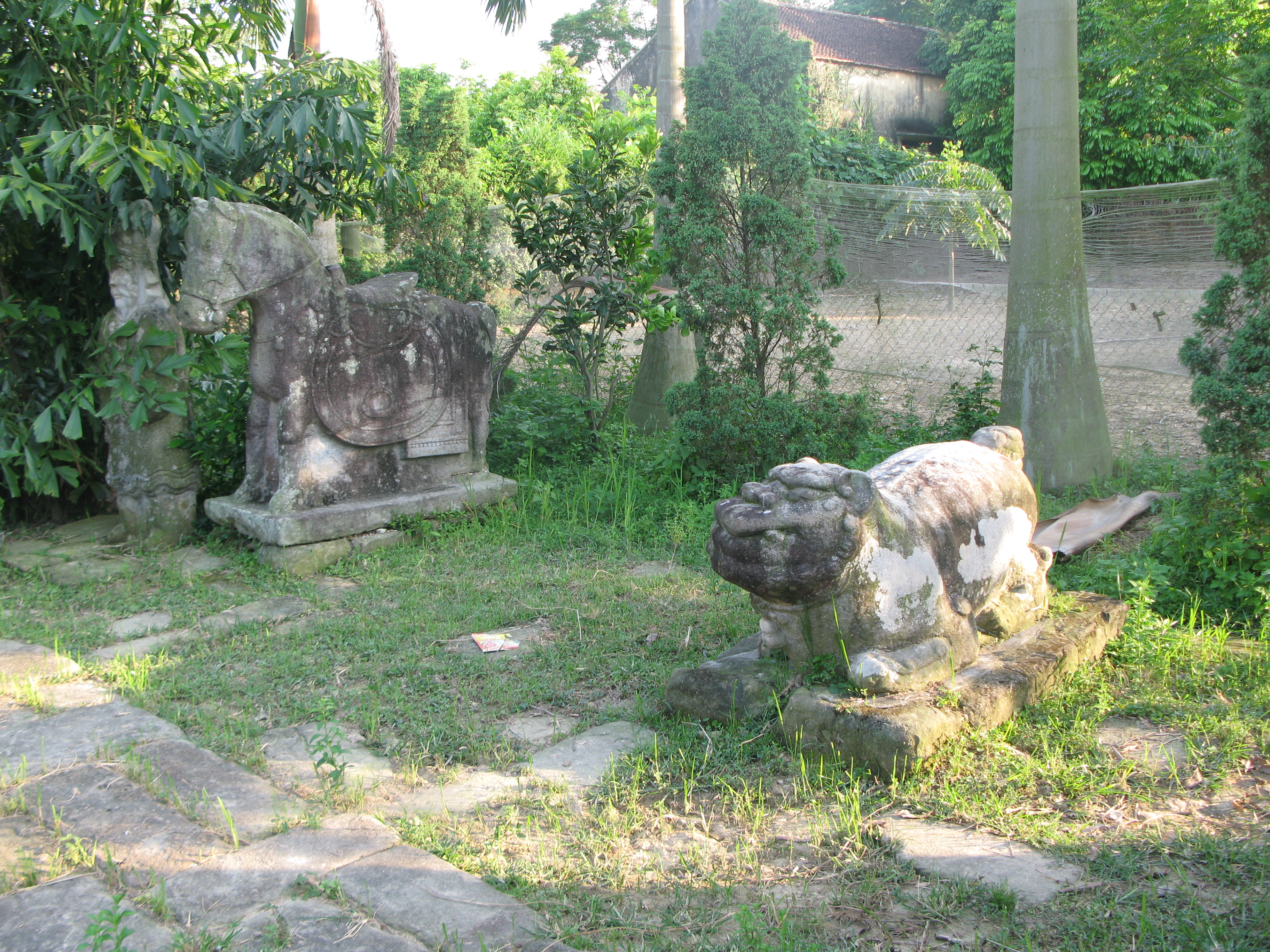
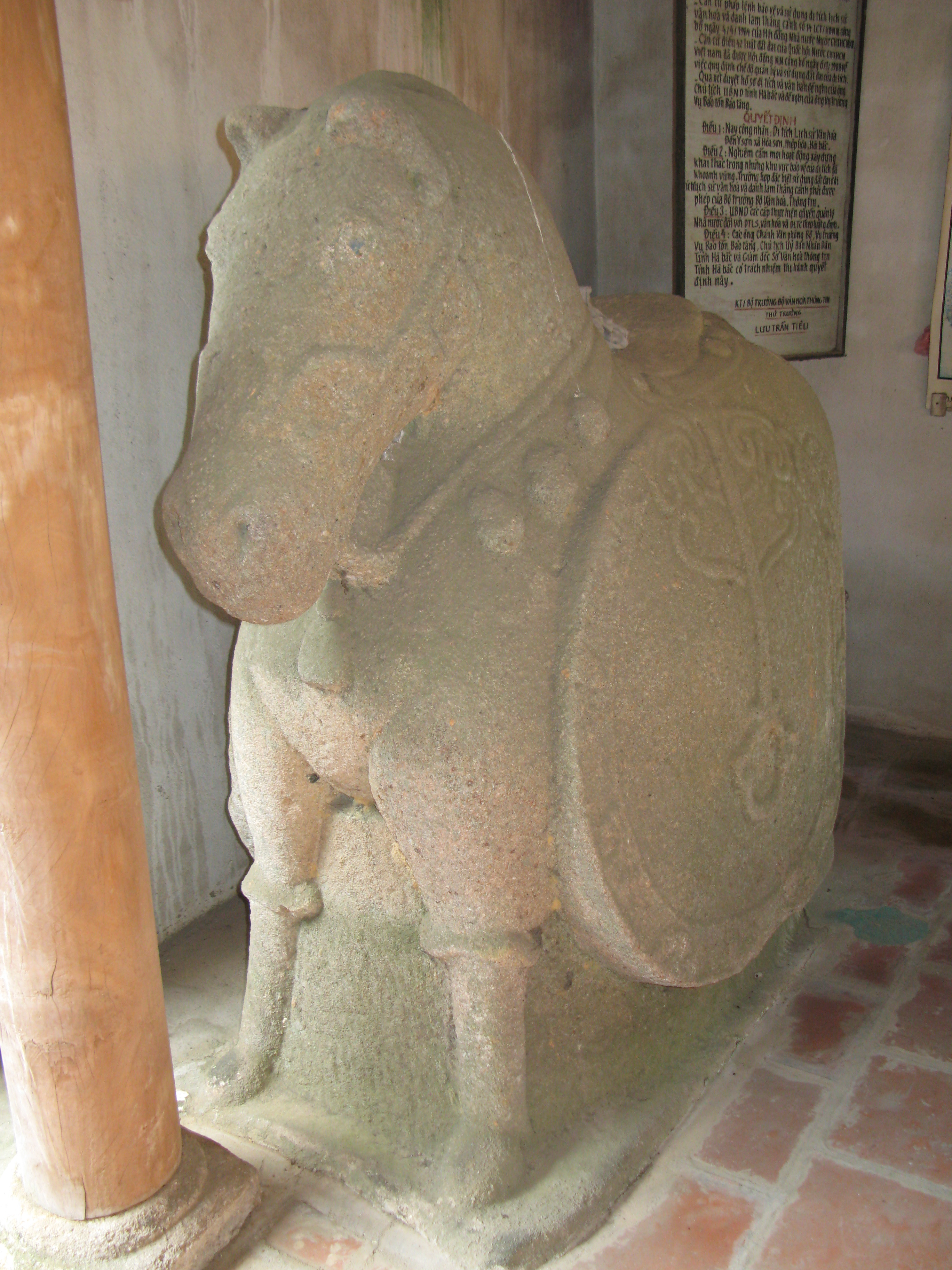

Tượng ngựa ở Hiệp Hòa, Bắc Giang

### Hà Nội

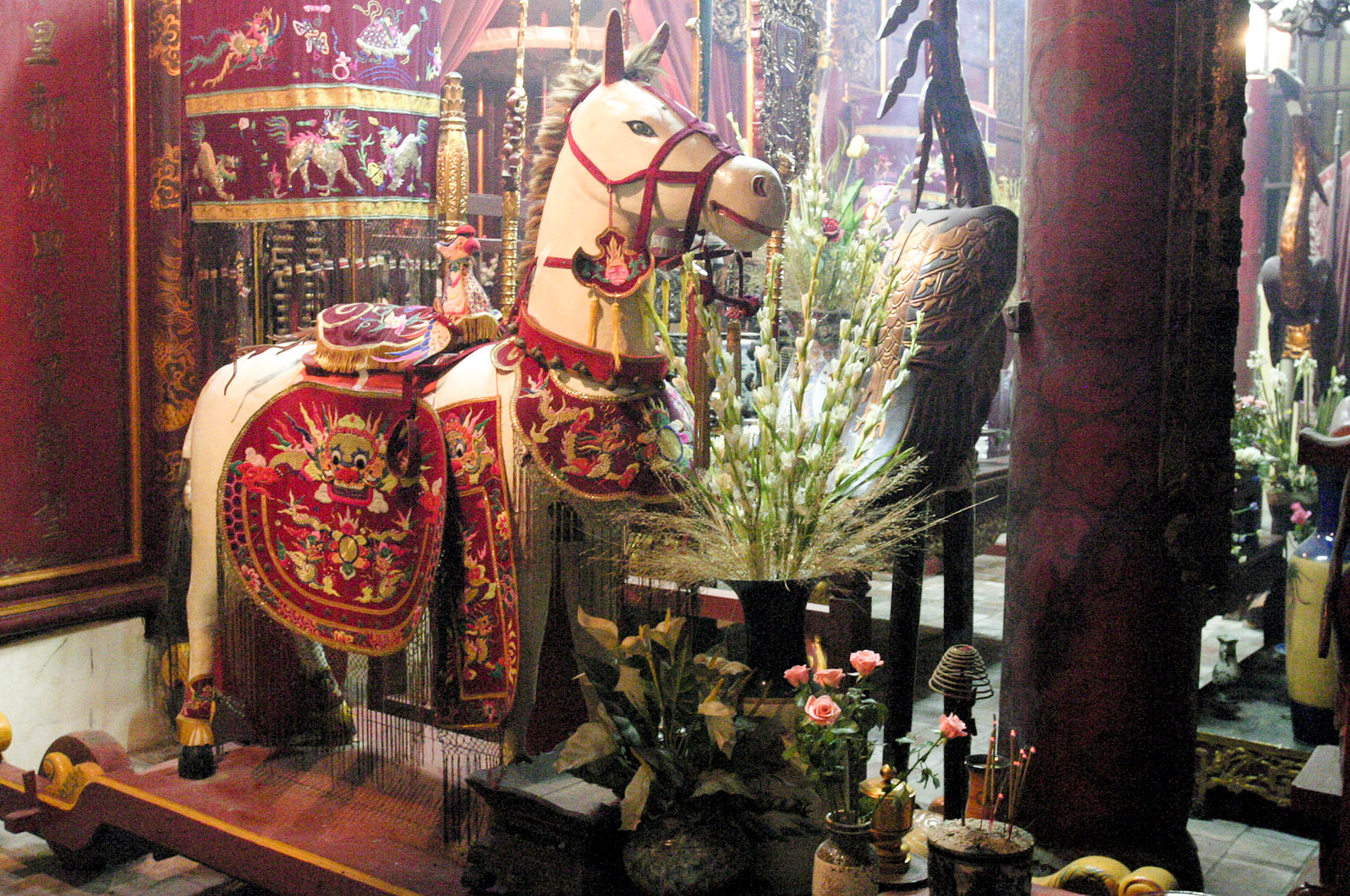
Ngựa trắng được thờ trong đền Bạch Mã

Trong tâm thức người Việt, ngựa quý phải là ngựa trắng, ngựa mà 4 chân có cựa. Ngựa trắng còn được tôn lên làm thần và được thờ ở đền Bạch Mã nay vẫn còn ở phố Hàng Buồm, Hà Nội. Đền Bạch Mã là một trong tứ Trấn của kinh thành Thăng Long xưa trong đó Đền Bạch Mã trấn giữ phía Đông kinh thành. Đền Bạch Mã được xây dựng từ thế kỷ 9 để thờ thần Long Đỗ (Rốn Rồng)- vị thần gốc của Hà Nội cổ. Sử cũ ghi: "Trong tàu ngựa nhà vua, có con ngựa trắng, phàm khi vua sắp đi thì nó tất hí lên trước. Vua đặt tên là Bạch Long thần mã". Người Thăng Long đã coi đền Bạch Mã rất thiêng, là một trong "tứ trấn Thăng Long".
Từ truyền thuyết về con ngựa trắng đã giúp Lý Thái Tổ xây thành Thăng Long. Một đêm nằm mộng thấy một con ngựa trắng nói tiếng người: “Mạch đất Long Biên rất thiêng, nay đắp thành, mạch sẽ tắc nên cho đào một cái cừ thông sang sông Thiên Phù và Tô Lịch để mạch lưu thông, nếu không chỉ phí công”. Tỉnh giấc, vua bèn làm như lời ngựa trắng. Thành xây được. Khi hoàn tất có con ngựa trắng hiện cạnh thành. Quân sĩ đuổi đi, ngựa chạy đến đền Long Đỗ thì mất dấu. Vua cho đó là hiện thân của thần Long Đỗ và phong là Bạch Mã đại vương. Dấu ấn Bạch mã trở nên rất sâu sắc đối với văn hóa Đại Việt đời Lý, thậm chí ông vua Phật tử này đặt tên con trai mình là Lý Phật Mã.

## Miền Trung

### Huế

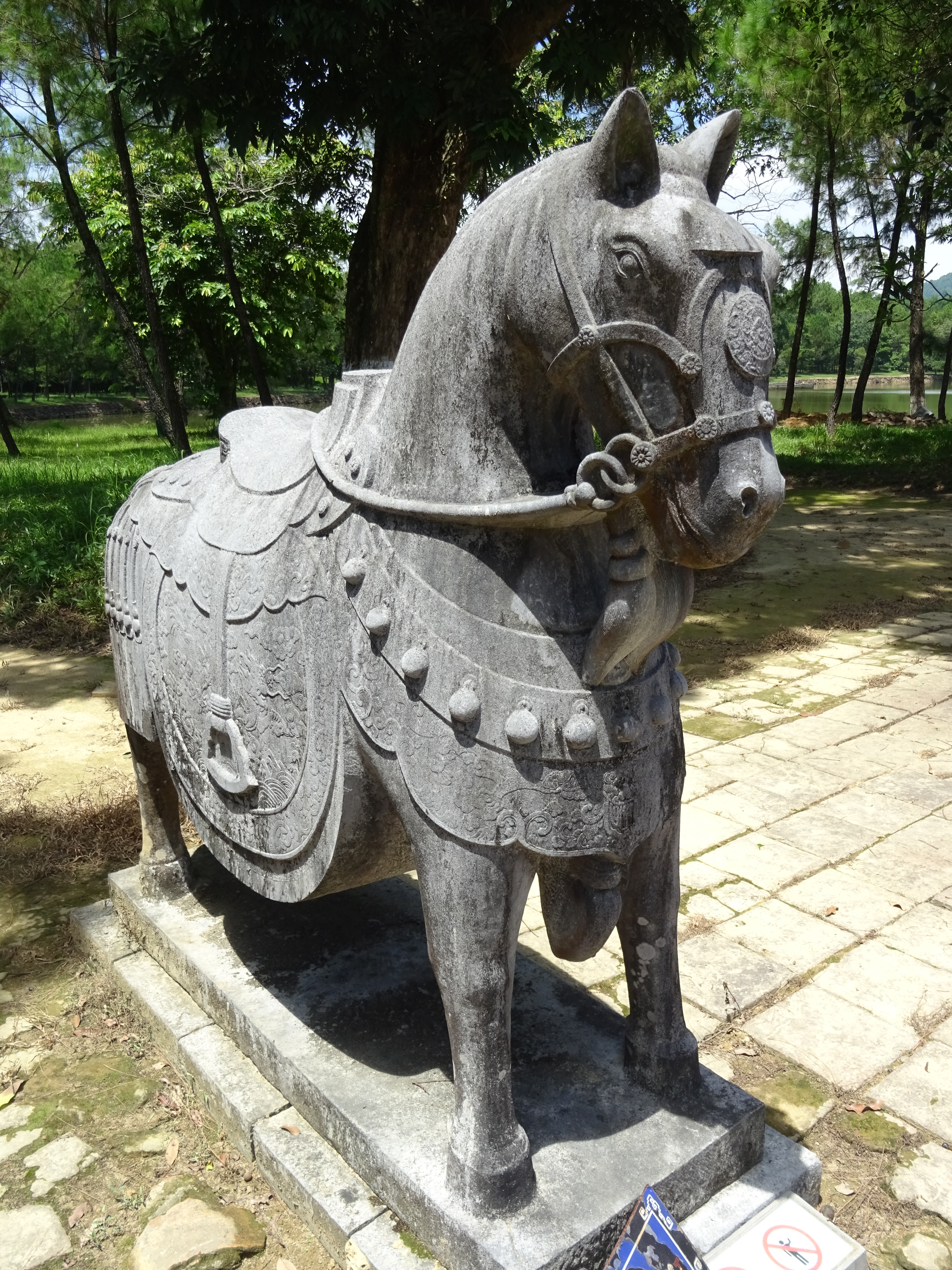
Tượng ngựa đá tại lăng vua Minh Mạng

Ít có địa phương nào ở Việt Nam lại tôn thờ con ngựa một cách đặc biệt như ở Huế, với cách kỳ lạ tục thờ ngựa ở các am, miếu ở Huế, trong số các am miếu phổ biến nhất trong các nhà tư nhân là miếu thờ các cô, cậu, ông Chiêm Thành, ông quận, ở đó họ đều có thờ con ngựa. Người Huế có cái cách thờ rất đặc biệt, ở chỗ không có địa phương nào có nhiều am miếu như ở Huế, chính vì thế, cách thờ ngựa ở am miếu Huế cũng xuất phát từ quan niệm, ngựa là một trong những vật linh thiêng như: Rồng, rắn, rùa, voi, cá gáy (cá chép), hổ, trong số những linh vật đó ngựa được xem là con trung thành nhất từ đó ngựa được thờ như con vật linh thiêng trong am miếu ở Huế.
Tục thờ ngựa có từ lâu đời ở Thừa Thiên Huế, nhất là ở các am, miếu và đền đài, truyền thống thờ ngựa thần đã có từ lâu đời ở Huế, nhất là sau năm 1975 phong trào thờ am miếu ở Huế bắt đầu phát triển mạnh. Có quan niệm các thần, ngài luôn ngự trị ở đâu đây trên đất Huế vì thế ngựa được người ta xem như một linh vật dụng cho các ngài (thần) đi lại, ngựa để các ngài đi chầu, đi giảng đạo. Trong dân gian thường quan niệm, âm dương nhất lý (tức lúc sống thế nào thì chết cũng như vậy), họ quan niệm khi các vị thánh còn sống dùng ngựa để xuất quân ra trận, dẹp loạn nên khi chết dưới âm dương hoặc trên trời cao vẫn thế các vị thần dùng ngựa để đi lại, đi chầu, hoặc giảng đạo.
Và khi làm ngựa để thờ, người thợ làm ngựa phải hiểu rõ nguyên lý hoạt động cũng như ngựa dùng ở cõi nào, ví dụ ở cõi thượng thiên (cõi trên trời) thì phải làm khác với ngựa thờ ở am miếu cõi trung thiên (cõi trần gian). Người dân Huế quan niệm, ở trên trời cao, giữa dân gian và âm phủ các đức thánh cũng dùng ngựa để đi chầu, đi hành đạo nên khi họ đặt am miếu thờ cúng phải thờ ngựa thể hiện lòng thành kính của mình đối với các vị thần thánh của đất nước. Các am, cảnh, miếu ở Huế, người dân thờ ngựa đá. Chính vì việc trân trọng thờ ngựa như thờ một trong những con vật linh thiêng ở Huế nên ngựa cũng chiếm một vị trí rất đặc biệt trong am miếu, đền đài.
Trong các am miếu vừa có ngựa đá, ngựa giấy và ngựa gỗ, trong đó có hai màu sắc được thờ phổ biến nhất là màu đỏ và màu trắng, và mỗi màu sắc có ý nghĩa đặc biệt đối với một vị thần. Phổ biến nhất tại Huế có thể thấy hai loại ngựa được thờ trang trọng trong am miếu là ngựa đỏ và ngựa trắng, ngựa màu đỏ để thờ cho lục vị tôn ông (quan lớn) ngựa trắng dành cho các cậu ngoại càng (quan nhỏ). Trong tứ phủ đền thần thì hai loại ngựa này được thờ để tôn ông đi chầu. Người Huế đặc biệt lưu tâm đến hai loại ngựa được làm bằng đá, hoặc gỗ, giấy màu đỏ và trắng giống y như ngựa thật để thờ:

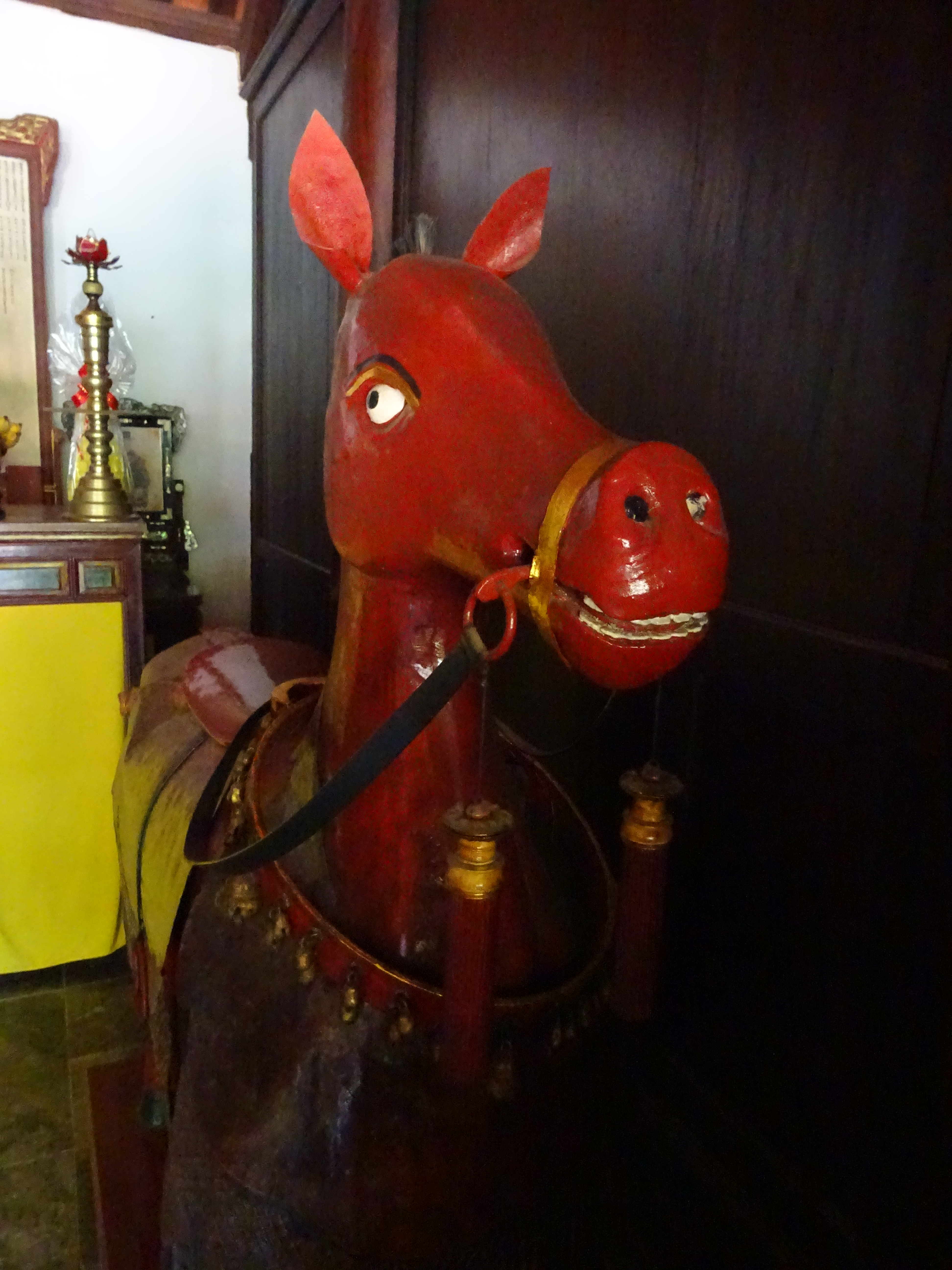
Tượng thờ ngựa đỏ tại chùa Từ Hiếu ở Huế

- Ngựa đỏ dùng cho cho tôn ông ngự giá, chu du, hành đạo (6 tôn ông: gồm ngài đệ nhất, đệ nhị, đệ tam giám sát, đệ tam thủy phủ, đệ ngũ, đệ nhị ngoại), cứ mỗi năm một lần đều sắm cho các ngài một cặp ngựa để thờ trước am điện. Vì các bậc thánh nhân ở cõi trên nên thiên thông biến hóa khôn lường, vì thế khi thờ ngựa đỏ cho các bậc thánh nhân cũng khác, thờ ngựa đỏ con ngựa đó phải có thêm đôi cánh để bay do ở cõi thượng thiên nên di chuyển theo hướng bay là chủ yếu nên đã lắp thêm đôi cánh. Vì tôn ông ngự giá ở cõi thượng thiên nên khi làm ngựa thờ ngựa đó phải có cánh, vì ở cõi trời nên ngựa có cánh dùng để bay.
- Ngựa trắng là để thờ các cậu ngoại càng (hay còn gọi là quan thần nhỏ) và ngựa trắng có ở am miếu thờ cậu, thờ ngựa trắng là con ngựa bình thường với đầy đủ tứ chi, dây cương, đao kiếm vì ở cõi trung thiên thì làm ngựa như ngựa ra chiến trận bình thường, có yên ngựa, dây cương, đao kiếm để ra trận. Ngựa trắng được người dân Huế thờ phổ biến nhất ở các am miếu ngoài trời, do am thờ nhỏ nên người dân Huế cũng đặt người thợ xây làm những con ngựa đá nhỏ thờ bên cạnh những bát nhang thờ các cậu ngoại càng. Khi cúng các cậu ở am miếu ngoài trời phải có trứng gà sống, nem, thuốc lá, rượu bởi các cậu ngoại càng thích những thức ăn đó.
- Ngựa đen: Ngoài hai con ngựa đỏ, trắng, ở Huế người dân còn thờ ngựa đen dâng cho ông Chiêm Thành, họ quan niệm rằng người Chiêm sống trên đất Huế nên họ thờ ngựa đen, và trên mỗi cái am họ còn thờ ngựa xanh lục cho Thái tử Đông Cung và ngựa vàng cho Ngài đệ nhị tất cả các loại ngựa này khác về màu sắc nhưng đều dùng làm phương tiện đi lại cho các ngài (thần)[4][5] Người dân Huế khi thờ ngựa đen có nghĩa là họ đã thờ ngựa đó cho ông chiêm thành nên khi cúng ngài cũng phải có những vật dụng như khoai nướng, thịt nướng (thịt heo quay), xôi đậu đen.

Những cảnh thờ ngựa đá ở đền Đức thánh trần Hưng Đạo Đại Vương, hay các đền Quan Thánh, và ngựa đá ở các am miếu trong dân gian, ở đền thờ Hưng Đạo Đại Vương ở đường Chi Lăng, cặp ngựa đá được làm y như ngựa thật, màu đỏ, được đặt trang trọng trước đền, hai con đối xứng nhau trong tư thế sẵn sàng bất cứ lúc nào ngài xuất quân. Ngày nay, khi dâng cúng ngựa cho các cõi, người ta thường làm con ngựa to nhất bằng màu đỏ để dâng cúng cho tôn ông và những con ngựa nhỏ bằng màu trắng để cúng cho các cậu ngoại càng. Trong số những vật dụng đốt thờ cúng thì không thể thiếu hình ảnh những con ngựa giấy được làm giống như thật để đốt trong dịp cuối năm gồm ba cặp ngựa đầy đủ màu sắc trắng, đen, đỏ để đốt cho các ngài.
Ngựa ở Huế họ làm ngựa có đủ các bộ phận như ngựa thật, mỗi miếu thờ một con ngựa có màu sắc khác nhau. Chính vì sự linh thiêng của các bậc thánh và các cậu ngoại càng nên khi người ta đặt làm ngựa, hết sức lưu ý, công đoạn làm ngựa cũng rất công phu và tỉ mỉ, đòi hỏi người làm phải làm giống y như thật và tuyệt đối cấm kị khi làm thiếu một bộ phận, chi tiết nào đó của ngựa, như vậy là xúc phạm đến thần linh. Khi đã thờ ngựa đá, tuyệt đối người dân phải tin y như rằng, ngựa đó là ngựa thần, nên ở các am miếu, điện, người ta cũng trân trọng không kém. Khi đã thờ ngựa đá lên am, miếu thì tuyệt nhiên không có những người nào dám mạo phạm, xúc phạm đến thần ngựa.
Trong các Lăng mộ các vua nhà Nguyễn ở Huế thường có hình tượng con ngựa luôn xuất hiện hoành tráng tại nơi chốn linh thiêng này. Trong 12 con vật cầm tinh cho 12 con giáp, ngựa xuất hiện nhiều trong đời sống văn hóa nghệ thuật tại Huế. Con ngựa đứng đầu trong tứ linh và là biểu tượng của thiên tử. Con ngựa có mặt trong 6 khu lăng của các vua nhà Nguyễn, từ lăng Gia Long tới lăng Khải Định. Mỗi lăng có từng bái đình và ở đó đều có hai tượng viên văn võ và voi ngựa chầu hầu, trong đó ngựa đứng vào bậc ba, sau văn quan, võ quan và trên những ông tượng (những con voi), ngựa là biểu tượng của thiên tử, nên ngựa còn xuất hiện trên Cửu đỉnh nơi Thế Tổ Miếu và trong Khải Thành Điện của lăng vua Khải Định, không chỉ hiện diện ở nơi linh thiêng lăng mộ các vua nhà Nguyễn hay tranh mà cả trên đồ sứ ký kiểu, con ngựa cũng có mặt khá hoành tráng

## Miền Nam

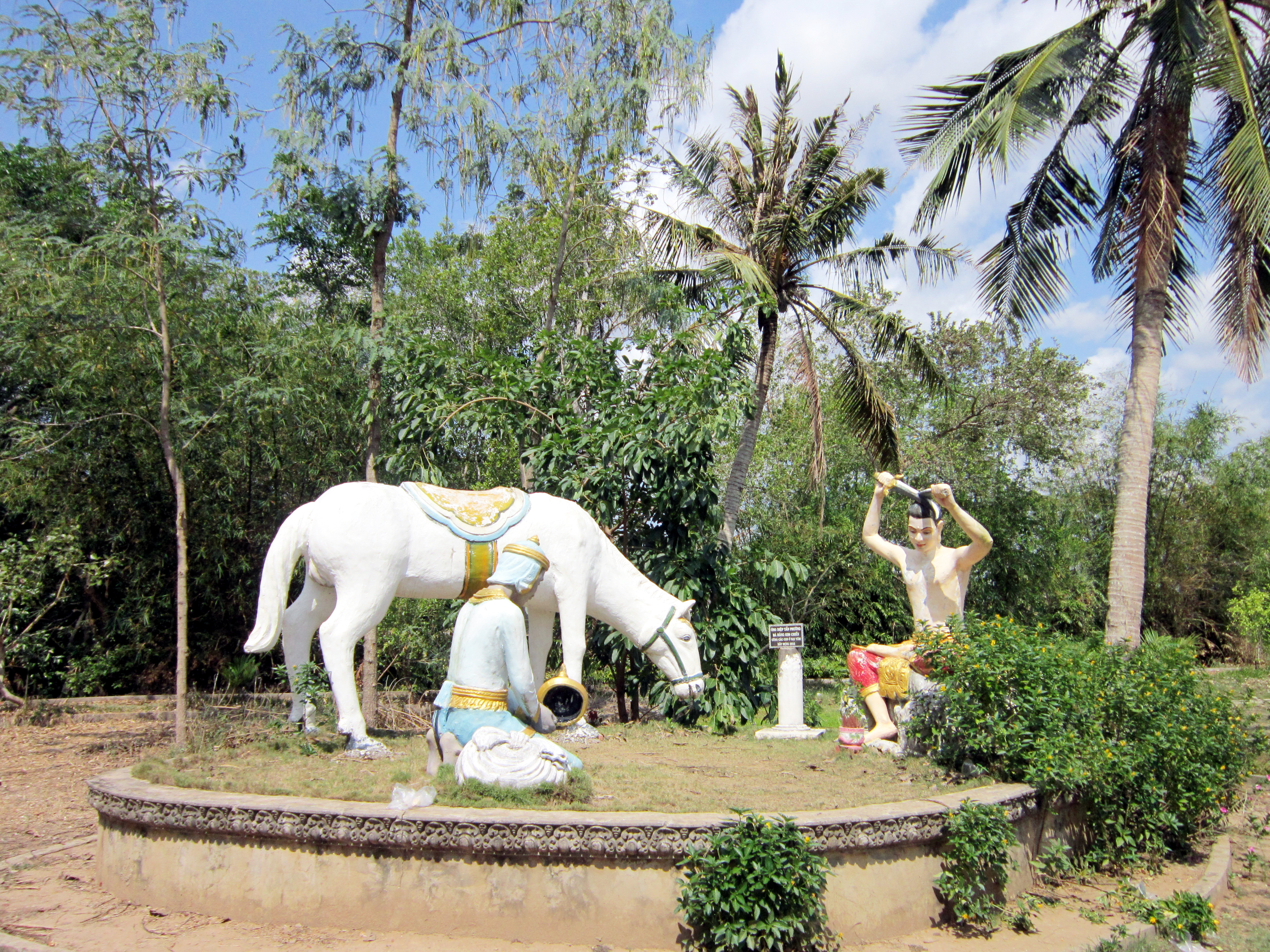
Tượng ngựa trắng tại chùa Sà Lon, Sóc Trăng

Những con ngựa hùng dũng, mạnh mẽ chính là loài vật đã gắn liền với những bước chân đầu tiên của những người lưu dân mang gươm đi mở cõi ở phương trời Nam từ mấy trăm năm trước, những con ngựa không chỉ giúp những người này vượt qua núi cao vực sâu, vượt sông dài, biển rộng mà chúng còn giúp những cư dân đầu tiên ấy trong cuộc chiến đấu giữ vững mảnh đất màu mỡ phì nhiêu, từ đó hàng trăm năm qua, nhiều vùng quê ở phương Nam lại có phong tục thờ ngựa. Đặc biệt, ngựa còn được đắp tượng, được hương nhang, cúng bái như những vị thần, có rất nhiều địa điểm thờ ngựa khác của người dân ở khắp miền Nam.
Hầu hết những tượng ngựa được người dân thờ đều là ngựa của danh tướng, những người đã có công mang quân đi khai hoang mở cõi sơn hà, giúp dân lập châu, lập phố. Ngoài hàng chục tượng ngựa thần trên địa bàn Thành phố Hồ Chí Minh, thì ở các tỉnh An Giang, Hậu Giang, Bình Dương, Biên Hòa, Tây Ninh người dân cũng lập đình, đền để thờ thần ngựa. Ngựa là một trong những con vật gắn bó mật thiết với con người, đặc biệt là những người tài giỏi, có công khai hoang mở cõi nên ngựa cũng được người dân đúc tượng thờ để ghi công. Đây là nét văn hóa và phong tục khá độc đáo của người dân Nam Bộ.

### Bình Dương

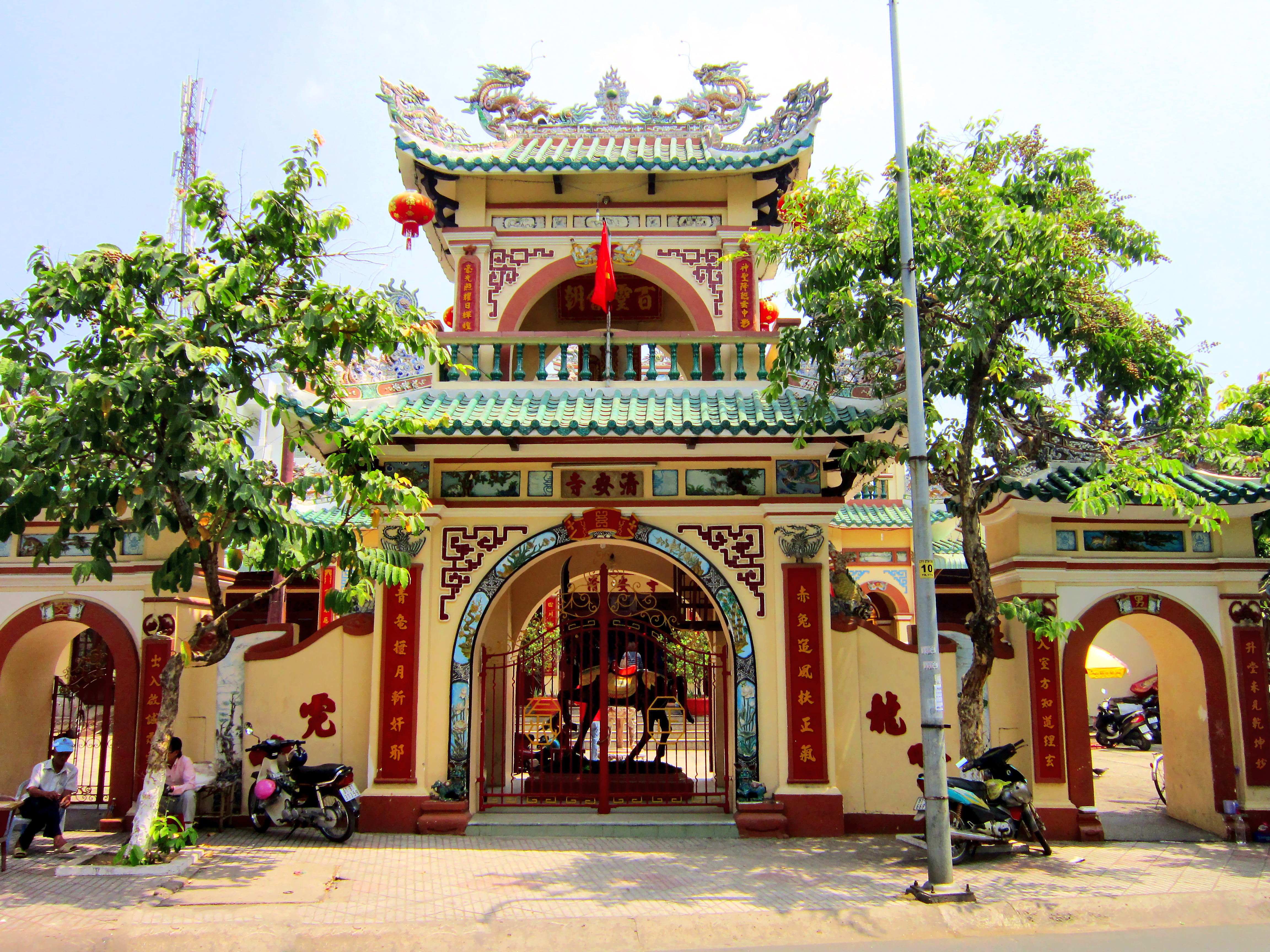
Chùa Ông Ngựa bên trong thờ ngựa Xích Thố

Chùa Ông hay còn gọi là Chùa Ông Ngựa hay Miếu Thanh An (phường Phú Cường, Thủ Dầu Một, Bình Dương), một ngôi chùa cổ nằm sát bên bờ sông Sài Gòn có tuổi đời gần 100 năm. Ngoài vẻ cổ kính và phong cách kiến trúc đậm nét cung đình Huế, cổng chùa này còn có một pho tượng ngựa Xích Thố rất lớn chắn ngang đường, muốn đi qua cổng để vào chùa đều phải chui qua bụng con ngựa này, nó lại làm nên nét độc đáo của ngôi chùa này. Với một ngôi chùa nhưng lại thờ cả Quan Công lẫn ngựa thần Xích Thố cũng là một điều rất đặc biệt và khác lạ, chùa Ông Ngựa được coi là một trong những ngôi chùa độc đáo vào loại bậc nhất ở Việt Nam hiện nay về lịch sử hình thành, kiến trúc cũng như những khách ghé thăm nơi đây.
Khác lạ so với những ngôi chùa ở miền Nam, chùa được xây dựng theo lối kiến trúc chùa chiền cố đô Huế, hình chữ “Nhất”. Ngoài việc thờ Quan Công, còn đặc biệt có ý tưởng xây dựng một con ngựa Xích Thố to nằm án ngữ ngay trước cửa chùa để vị tướng cưỡi và thanh đao nổi tiếng của ông này. Ngôi chùa có tượng một con chiến mã vô cùng to lớn án ngữ ngay trước cổng ra vào gọi là tượng Ông Ngựa được cho là rất linh thiêng, khiến nhiều người vào chùa đều muốn chui qua bụng Ông Ngựa này. Điểm độc đáo khác tạo nên nét riêng cho ngôi chùa như tên gọi, chính là bức tượng ngựa Xích Thố và thanh long đao án ngữ ở cổng chính.
Hiếm ngôi chùa nào ở Việt Nam có con ngựa được khắc tạc kì công như tại chùa Ông ngựa, đó là một con ngựa màu đen, bờm màu huyết dụ, có yên cương nạm trổ rất tinh xảo và sinh động ở trong tư thế như đang bay ngang qua cổng chùa. Tượng ngựa này dài chừng 3 mét, cao 2 mét, được làm bằng sắt, bê tông rất kiên cố với nhiều chi tiết công phu tỷ mỷ. Từ màu lông nâu đến dáng vóc của tượng ngựa rất giống ngựa thật. Ngựa đúc bằng bê tông cốt thép, dài khoảng 3m, cao 2m. Trên lưng ngựa có gắn yên, chạm khắc văn thư, cổ đeo yếm trong tư thế phóng ngang qua chùa. Bụng ngựa thần cách mặt đất chừng 1 mét nên muốn chui qua bụng ngựa, người dân phải khom người khá thấp. Nghệ nhân dựng tượng ngựa Xích Thố này ở tận Thừa Thiên Huế, chế tác từ cuối năm 1930.
Để dựng pho tượng ngựa, chủ nhân phải bỏ ra số tiền đáng giá mấy lượng vàng. Số tiền để xây dựng tượng chừng 20 lượng vàng, vay mượn hơn 5000 đồng tiền cũ (thời đó, 1 đồng Đông Dương đổi được 10 franc tiền Pháp) để xây cổng chùa, dựng tượng ngựa Xích Thố. Sau hàng chục lần tùng tu khác, miếu Thanh An được đổi thành chùa Thanh An. Trong lần đại trùng tu năm 1930, từ bức tượng ngựa Xích Thố mới, chùa có thêm tên gọi chùa Ông Ngựa, nhưng bức tượng chưa hề hư hỏng, chưa phải sửa chữa gì. Tuy đã nâng cấp thành chùa nhưng ngôi chùa này ngoài Phật, còn thờ vị thánh là Quan Công. Ngoài ra, chùa còn thờ phụng Đức thánh Trần Hưng Đạo, và đặt thêm án thờ 30 vị anh hùng lịch sử cận đại như Lê Lợi, Nguyễn Trãi, Quang Trung để tỏ lòng tri ân.
Nhiều người dân quanh vùng còn cho rằng, vì đây là ngựa Xích Thố của tướng Quan Công nên sẽ đem lại niềm may mắn khiến nhiều người đổ xô đến chui qua bụng ngựa thần mong được phát tài, phát lộc trong năm mới, nếu đầu năm cầu lễ ở tượng ngựa thần thì cả năm sức khỏe dồi dào, con cháu làm ăn thịnh vượng, hanh thông trong công việc bởi ngựa thần Xích Thố linh thiêng, sẽ thấu hiểu tâm nguyện của những người thành tâm, một lòng hướng thiện. Nếu ai có tâm nguyện gì chỉ cần chắp tay cầu khấn và ôm ngang mình ngựa, vỗ về vào lưng ngựa cùng việc chui qua bụng ngựa là những tâm nguyện của mình sẽ được ngựa thần giúp đỡ, chui qua bụng ngựa để những mong ước của mình trong năm được thuận buồm xuôi gió.
Người dân mưu sinh bằng nghề thương mại thường rất thờ thánh Quan Công và con ngựa Xích Thố danh tiếng với mong ước cả năm khỏe mạnh, sức khỏe dồi dào, làm ăn thịnh vượng. Có lời đồn gọi là Ngựa Thần, giúp đỡ người nghèo qua cơn hoạn nạn, nên họ tìm đến tượng ngựa thần trong chùa Ông để chiêm bái. Du khách đến chùa Ông ngựa đều cúi đầu luồn qua bụng ngựa ngay cổng chính lấy may, cầu mong gia đạo êm ấm, con cháu thành tài. Những người khách sau khi chui qua bụng ngựa thần ở đây đều được người của nhà chùa đứng chờ sẵn phía bên kia ngựa thần để trao cho một cây phất lộc tươi non với một chiếc phong bao lì xì đỏ chói.

### Hậu Giang
Ở Hậu Giang có một ngôi chùa tên Già Lam Cổ Tự (tên thường gọi là chùa Ngựa) nằm bên Quốc lộ 1 ở ấp Xẻo Vông, thành phố Ngã Bảy là ngôi chùa nhỏ bé nhưng rất nổi tiếng vì có thờ một bức tượng ngựa linh thiêng, là ngôi được xây dựng bởi những người dân trong vùng. Đây là chùa thờ Quan Công, có người khách phương xa đến chùa, thấy lạ là có tượng quan thánh đế mà lại không có tượng ngựa nên cúng dường chùa một khoản tiền để dựng tượng ngựa. Bức tượng ngựa khá lớn ở trong khuôn viên chùa và cũng được nhang khói.

### Tây Ninh
Ở vùng Tây Ninh, ngựa thờ trong đền, miếu, ở các miếu, đền thờ các vị có công khai phá, hoặc giữ gìn an ninh cho dân mình những ngày đầu lưu dân đi mở đất lập làng, những người có công ra trận, đánh giặc cứu dân thường được phong thần trong các ngôi đình, miếu. Đa số các đình, miếu, đền, dinh đều có tượng ngựa cho các ngài đi. Tập quán ấy thành ra phổ biến, để sau này ngay cả những người có công mở mang làng ấp, nghĩa là chỉ chăm lo phát triển kinh tế không thôi, thì miếu thờ các ngài cũng luôn có ngựa.
Ở các miếu Thổ Chủ, Ngũ Hành ở khu phố 5, Phường 1 thành phố Tây Ninh hay đình Gia Lộc thờ thành hoàng Đặng Văn Trước, ở khu mộ của ngài cũng bày tượng ngựa. Rồi trong các miếu thờ của người Hoa như miếu thờ Ông (Quan Công), Bà Thiên Hậu, ngựa cũng có. Ở miếu Ngũ Công Vương Phật trên đường Trần Hưng Đạo thuộc Phường 2, còn có một tượng ngựa to gắn biển đề là ngựa Xích Thố. Tại các đền đình miếu mạo dân gian thường thì ngoài ngôi chính còn có các ngôi miếu nhỏ thờ ông Tà, thờ binh gia tướng sĩ thì cũng có những tượng ngựa nhỏ như trường hợp ở miếu Bà Chúa Xứ Thanh Điền.
Có một loại đền miếu thờ đặc biệt chỉ Tây Ninh mới có là các đền, miếu, dinh thờ Quan Lớn Trà Vong, trong hậu cung đền Suối Vàng thờ Quan Lớn Trà Vong. Có đến hơn 10 ngôi đền, miếu thờ ngài ở các nơi thuộc Tây Ninh, trong các đền, miếu, dinh thờ của các Ngài đều có ngựa; vì trong dã sử thì họ đều là những vị tướng quân đánh giặc bảo vệ dân lành. Ở các ngôi thờ tại Trạm Bơm phường 1 (thành phố Tây Ninh), hoặc các miếu thuộc huyện Châu Thành, thường có mặt đôi ngựa, một hồng, một bạch đứng ngang hoặc ngay trước hai bên bàn thờ. Tại dinh quan lớn đại thần Trần (hoặc Huỳnh) Công Thắng tại Cẩm Giang (Gò Dầu) thì đôi ngựa một hồng, một tím.
Còn trên đền Suối Vàng, xã Thạnh Tân lại là đôi ngựa một nâu, một bạch lai hồng. Các đôi ngựa kể trên đều to như ngựa thật. Các ngôi miếu thờ nhỏ nào trong khu đền cũng nhiều tượng ngựa, từ miếu thần tài, sơn thần thổ địa đến binh gia tướng sĩ. Đặc biệt ở bàn thờ trong gian hậu điện có tới cả trăm tượng ngựa sắp hàng. Đình Gia Lộc thờ thành hoàng Đặng Văn Trước (ông Cả Trước) ở Trảng Bàng gần đây có thêm một pho tượng ngựa lớn màu hồng. Việc ban hội đình có nuôi một cô ngựa sống hẳn hoi để phục vụ cho lễ hội Kỳ yên. Cứ hai năm đáo lệ một lần, trong lễ rước sắc thần từ miếu ông Cả ra đình lại có con ngựa hồng đi cùng. Đây cũng là nơi duy nhất trong tỉnh Tây Ninh có ngựa sống tham gia trong lễ hội Kỳ yên.

### Thành phố Hồ Chí Minh

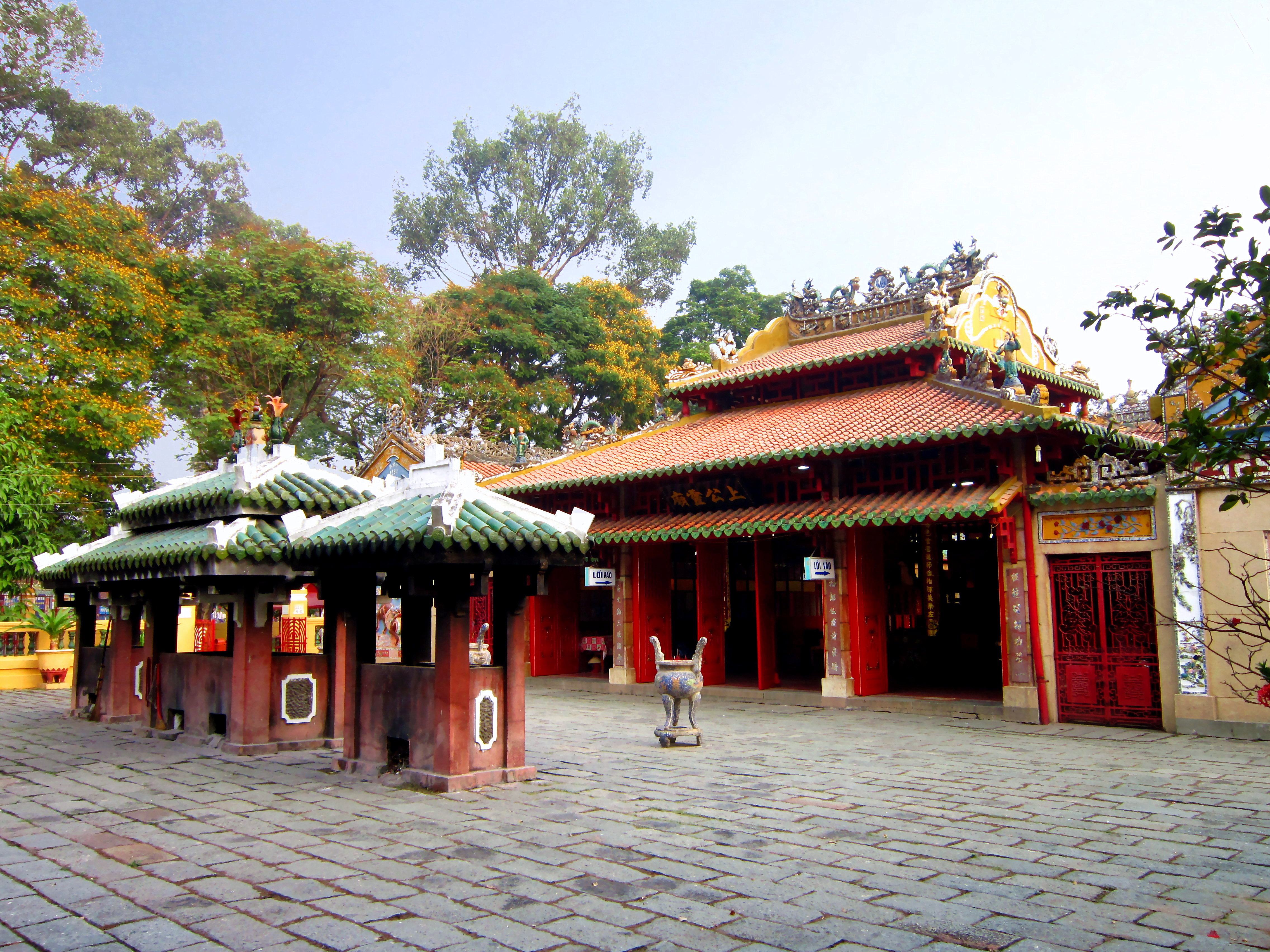
Đền thờ Tả Quân Lê Văn Duyệt ở Bình Thạnh

Ngôi đình nổi tiếng của việc thờ ngựa là đình Thông Tây Hội với ba thần ngựa được thờ, ngoài việc thờ hai vị thánh nhân, người dân đời sau còn thờ cả hai con ngựa, những thứ đã theo chân hai vị thánh này khắp nơi bởi quan niệm khi sống làm sao thì khi thác cũng vậy. Người được phong thánh nên vật cưỡi của người đó cũng được phong thần. Đó chính là hai vị thần ngựa đứng ở hai bên tả và hữu ở gian giữa của ngôi đình cổ kính này. Ngoài mục đích thờ hai vị thần thành hoàng, còn xây cả ba bức tượng thần ngựa mà họ đã cưỡi lúc sinh thời để hậu thế chiêm bái.
Con ngựa của đức thánh Trần Hưng Đạo nằm trên đường Võ Thị Sáu phường Tân Định, Quận 1, Thành phố Hồ Chí Minh cũng được người dân tôn thờ. Tại đây, ngoài tượng và những công trạng của Đức thánh Trần còn có một cặp ngựa màu trắng và đỏ tương truyền là ngựa Xích Thố, từng giúp Thánh Trần đánh giặc cứu dân. Thế nên, người dân thường tìm tới đây vào những ngày lễ, ngày nghỉ cuối tuần hay những dịp đặc biệt trong năm để nhang khói. Ngoài ra, họ còn sờ bụng ngựa, vuốt lưng ngựa để mong cầu niềm an lành, hạnh phúc cũng như ngồi dưới bụng ngựa để tìm sự may mắn, sức khỏe thịnh vượng.
Địa điểm thờ ngựa nổi tiếng nhất ở Thành phố Hồ Chí Minh chính là dinh thờ Tả quân Lê Văn Duyệt ở quận Bình Thạnh. Người hậu thế còn phong thần cho cả những con ngựa mà ông từng cưỡi để đi bình định dọc biên giới phía Tây Nam do đó, trong dinh thờ có đúc tượng ba ngựa thần để canh cổng vào, dân tìm đến những con ngựa ở hai bên tả hữu lăng khấn cầu may. Nếu muốn những tâm nguyện của mình thấu tận thần thánh thì người đó phải vỗ về bộ yên cương của thần ngựa, cũng như tự tay rung chiếc lục lạc đeo ở cổ ngựa thần. Tiếng lục lạc vang lên càng ngân nga thì chứng tỏ thần ở trên cao linh thiêng càng thấu rõ tâm nguyện của người cầu khấn.